# 白依拉嘎乡
白依拉嘎乡，是中华人民共和国吉林省松原市前郭尔罗斯蒙古族自治县下辖的一个乡镇级行政单位。

## 行政区划
白依拉嘎乡下辖以下地区：
韩家店村、前营子村、常家围子村、朝阳堡村、前三家子村、新艾里村、白喇嘛窝堡村、白依拉哈村和讷日吐村。